# Peter Emil Becker
Peter Emil Becker (* 23. November 1908 in Hamburg; † 7. Oktober 2000 in Göttingen) war ein deutscher Neurologe, Psychiater und Humangenetiker. Nach ihm ist die Muskeldystrophie Becker-Kiener benannt, die er in den Nachkriegsjahren entdeckte und zu der er 1957 veröffentlichte.

## Leben
Becker wurde am 23. November 1908 als Sohn von Martha Becker, geborene de Bruycker, und des Kaufmanns Ludwig Becker in Hamburg geboren. Er studierte Medizin in Marburg, Berlin, München, Wien und Hamburg und wurde 1933 approbiert. Nach seiner Facharztausbildung für Neurologie und Psychiatrie war er von 1936 bis 1938 Assistent von Fritz Lenz am Berliner Kaiser-Wilhelm-Institut für Anthropologie und Eugenik. Danach arbeitete er in der Erbbiologischen Abteilung der Universitätsnervenklinik Freiburg im Breisgau im Fachgebiet Muskeldystrophie.
Peter Emil Becker war evangelisch und heiratete 1938 Rosette Wendel. Aus der Ehe gingen fünf Kinder hervor.
Er war Mitglied der SA, in der er 1934 Oberscharführer wurde. Am 15. Juli 1940 beantragte er die Aufnahme in die NSDAP und wurde zum 1. Oktober desselben Jahres aufgenommen (Mitgliedsnummer 8.379.201). 1942 wurde er als Luftwaffenarzt eingezogen. Von 1943 bis Kriegsende 1945 war er erneut Mitarbeiter und Dozent an der Universitätsnervenklinik Freiburg im Breisgau; bis 1956 praktizierte er als niedergelassener Nervenarzt in Tuttlingen und lehrte daneben an der Universität Freiburg. 1951 wurde er dort zum außerplanmäßigen Professor ernannt.
Im Jahr 1957 nahm er den Ruf als Professor für den außerordentlichen Lehrstuhl für menschliche Erblehre an der Georg-August-Universität Göttingen an, der 1962 zu einem Institut aufgewertet wurde. Becker leitete dieses Institut für Humangenetik als ordentlicher Professor für Humangenetik bis zu seiner Emeritierung im Jahr 1975. Hier arbeitete er in Nachfolge von Fritz Lenz, mit dem er bereits in seiner Zeit am Berliner Kaiser-Wilhelm-Institut für Anthropologie, menschliche Erblehre und Eugenik zusammenarbeitete. In den Jahren 1970 und 1971 war er Vorsitzender der Gesellschaft für Anthropologie und Humangenetik.

## Bedeutung
Ab 1964 war Becker Herausgebeber eines Handbuchs er Humangenetik. Er war zudem Mitbegründer und Mitherausgeber der Zeitschrift Humangenetik (1964, 1976 in Human Genetics umbenannt), die eine Fortsetzung der von Günther Just (dieser prägte den Begriff „Humangenetik“) und Karl Heinrich Bauer herausgegebenen Zeitschrift für menschliche Vererbungs- und Konstitutionslehre darstellt, und maßgeblich am Aufbau der Deutschen Gesellschaft für Humangenetik beteiligt. 1988 erhielt er die Ehrendoktorwürde der Universität Ulm.
Nach ihm war der Peter-Emil-Becker-Preis benannt, der seit 1998 in Göttingen jährlich für herausragende Leistungen auf dem Gebiet der Neuropädiatrie vergeben wurde. 2015 lehnte die niederländische Neuropädiaterin Linda de Vries die Annahme des Preises unter diesem Namen ab, da nahe Verwandte dem Holocaust zum Opfer gefallen waren. Die Gesellschaft für Neuropädiatrie (gnp) beschloss daraufhin, den Preis in „Ehrenpreis der Gesellschaft für Neuropädiatrie“ (englisch Honorary Award of the German Society of Child Neurology) umzubenennen. In einer kurzen Stellungnahme begründete die Gesellschaft die Namensänderung mit konkreten Hinweisen „auf Beckers wohl sogar direkte Beteiligung an oder doch zumindest enge[r] Verstrickung mit menschenverachtender Behandlung behinderter Kinder und Erwachsener während der Zeit des Nationalsozialismus und der damit zusammenhängenden Tötung, sowie den darauf fussenden unmenschlichen ‚Forschungen‘“."

## Veröffentlichungen (Auswahl)
- Dystrophia musculorum progressiva. 1953.
- Neue Ergebnisse der Genetik der Muskeldystrophien. In: Acta genetica et statistica medica. 7, (Basel) 1957, S. 303.
- als Hrsg.: Humangenetik. Ein kurzes Handbuch in 5 Bänden. Thieme, Stuttgart 1964–1972.
- Paramyotonia congenita. 1970.
- Myotonia congenita. 1977.
- Zur Geschichte der Rassenhygiene. Wege ins Dritte Reich. Thieme, Stuttgart 1988, ISBN 3-13-716901-1.
- Sozialdarwinismus, Rassismus, Antisemitismus und Völkischer Gedanke (= Wege ins Dritte Reich. Band 2). Thieme, Stuttgart / New York 1990, ISBN 3-13-736901-0.